# Viešvilė
Viešvilė is een plaats in het Litouwse district Tauragė. De plaats telt 1045 inwoners (2001).